# Riga International Airport
Riga International Airport (lettisk: Starptautiskā lidosta "Rīga") (IATA: RIX, ICAO: EVRA) er den internationale lufthavn i Letlands hovedstad Riga. Den er den største lufthavn i de baltiske stater og ligger cirka 13 km sydvest for Riga. Lufthavnen blev renoveret og moderniseret til Rigas 800-års jubilæum i 2001. Den ejes af et statsligt selskab, og er hjemmehavn for AirBaltic.

## Statistik
Baltikums travleste lufthavne efter passagerer
| Land    | Lufthavn         | 2012      | 2011      | 2010      | 2009      | 2008      | 2007      | 2006      | 2005      | 2004      | 2003    | 2002    | 2001    |
| ------- | ---------------- | --------- | --------- | --------- | --------- | --------- | --------- | --------- | --------- | --------- | ------- | ------- | ------- |
| Letland | Riga Airport     | 4.767.764 | 5.106.692 | 4.663.647 | 4.066.854 | 3.690.549 | 3.160.945 | 2.495.020 | 1.878.035 | 1.060.426 | 711.753 | 633.322 | 622.647 |
| Litauen | Vilnius Airport  | 2.208.096 | 1.712.467 | 1.373.859 | 1.308.632 | 2.048.439 | 1.717.222 | 1.451.468 | 1.281.872 | 964.164   | 719.850 | 634.991 | 584.171 |
| Estland | Tallinn Lufthavn | 2.206.791 | 1.913.172 | 1.384.831 | 1.346.236 | 1.811.536 | 1.728.430 | 1.541.832 | 1.401.059 | 997.941   | 715.859 | 605.697 | 573.493 |
| Litauen | Kaunas Airport   | 830.268   | 872.618   | 809.732   | 456.698   | 410.165   | 390.881   | 248.228   | 77.350    | 27.113    | 21.732  | 19.891  | 20.137  |
| Litauen | Palanga Airport  | 128.169   | 111.133   | 102.528   | 104.600   | 101.586   | 93.379    | 110.828   | 94.000    | 76.020    | 46.666  | 45.971  | 45.660  |